# Корноухово (Кайбицкий район)
Корноухово (тат. Апат) — деревня в Кайбицком районе Татарстана, расположена на реке Бирля. Находится в 12 км от Больших Кайбиц. Входит в состав муниципального образования Ульянковское сельское поселение.

## История
Основано в XVIII веке. В XVIII — 1-й половине XIX веков жители относились к категории государственных крестьян. Занимались земледелием, разведением скота, лыко-мочальным и рогожным промыслами, изготовлением полозьев и ободьев. В начале 20 века в деревне функционировали Казанская-Богородицкая церковь, земская школа, 2 ветряные мельницы, кузница, 3 мелочные лавки. В этот период земельный надел сельской общины составлял 1489 десятины. До 1920 деревня входила в Ульянковскую волость Свияжского уезда Казанской губернии. С 1920 в составе Свияжского кантона ТАССР. С 14 февраля 1927 в Ульянковском, с 1 августа 1927 в Кайбицком, с 19 февраля 1944 в Подберезинском, с 14 мая 1956 в Кайбицком, с 1 февраля 1963 в Буинском, с 4 марта 1964 в Апастовском, с 19 апреля 1991 в Кайбицком районах.

## Демография
| Население |      |      |      |      |      |      |      |      |      |      |      |      |      |
| 1859      | 1897 | 1908 | 1920 | 1926 | 1938 | 1949 | 1958 | 1970 | 1979 | 1989 | 1997 | 2002 | 2010 |
| 533       | 1025 | 1306 | 1204 | 1184 | 725  | 385  | 297  | 233  | 167  | 91   | 155  | 147  | 145  |

Национальный состав на 2010 год: русские, татары и чуваши.

## Инфраструктура
Начальная школа, клуб, библиотека